# Аарон
Ааро́н, Арон (івр. אַהֲרֹן – Агаро́н, в Септуагінті 'aharon; 1574—1451 роки до н. е.)  — біблійний персонаж Старого Заповіту, старший брат Мойсея та Міріам, перший первосвященик єврейського народу (Вих. 28:1).

## Ім'я
Серед значень імені: високий, гора, гора світла, учитель, освічений і ім'я, спільне з ім'ям Геруна, більш вживаному на Сході. Див. також Аарон (ім'я).

## Сім'я
Народився 1574 року до н. е. у Стародавньому Єгипті. Імовірно був найстаршим сином Амрама та Іохаведи (Вих 6:20) з роду Левіїного і відповідно до сталих генеалогічних списків (Вих. 6:16-20; 1 Хр. 6:1-3) правнуком Левія. Хоча це є непевним, тому що часто в єврейських родоводах  зустрічаються упущення імен осіб, які є незначними в роді. За відповідний період від Левія до Аарона родовід коліна Юди налічує шість імен (Рут 4:18-20; 1 Хр. 2:1).
Левій і його рід були завзятими, навіть до насилля за народну честь і релігію (Бут 34:25; Вих 32:26), і Аарон, без сумніву, успадкував сповна цей дух. Міріам, його сестра, була на декілька років старшою, адже вона доглядала за колискою її брата-малюка Мойсея, який народився коли Аарону було 3 роки (2 М. 7:7).

## Став помічником Мойсея

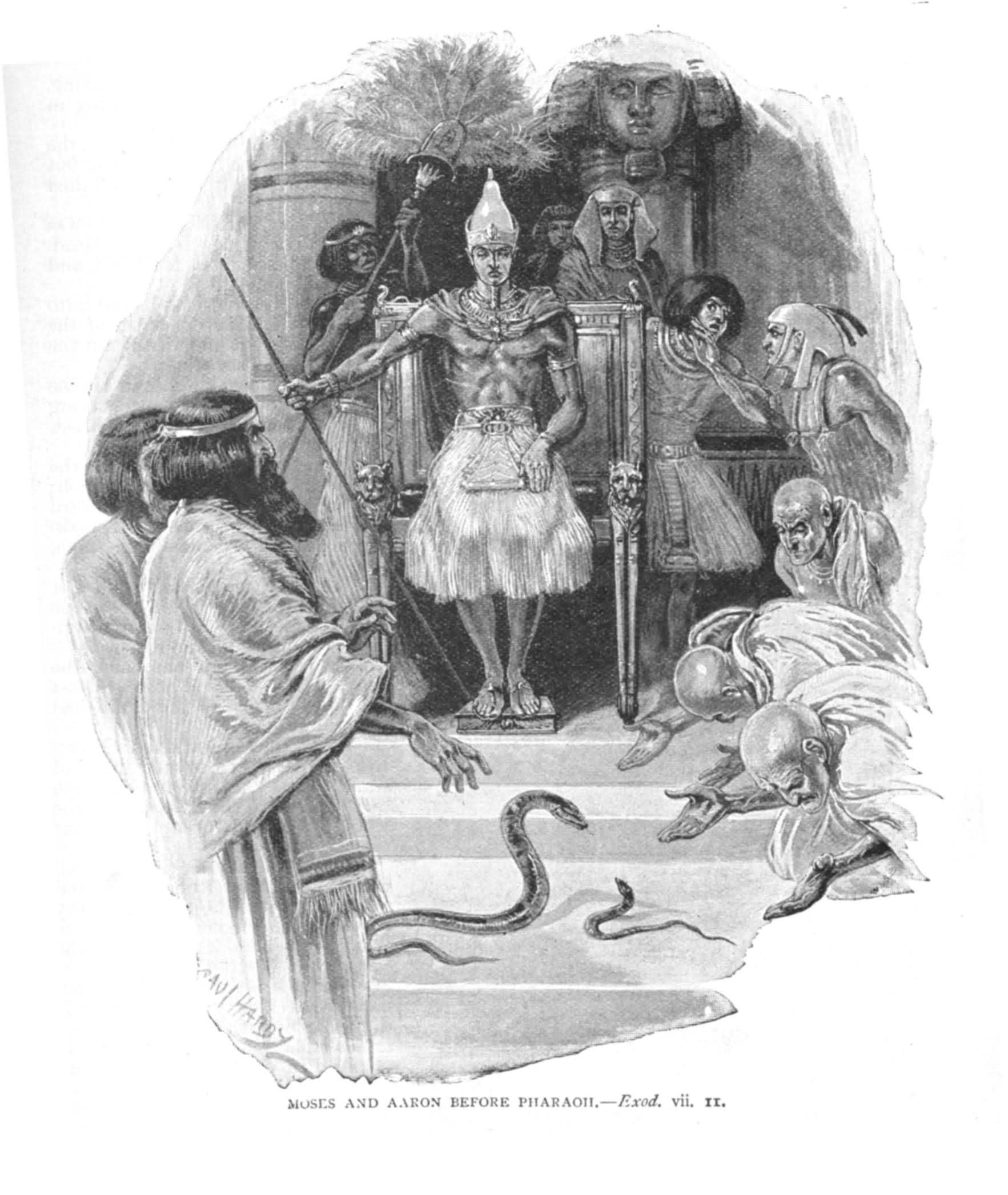
Мойсей, Аарон і фараон Єгипту

Коли Мойсей втік з Єгипту, Аарон залишився розділяти злидні його народу, і можливо подавати для них деяку службу; як для нас написано, що Мойсей прохав у Бога співучасті його брата у місії до фараона і до Ізраїля, і що Аарон вийшов зустріти свого брата, що повернувся, коли час звільнення приблизився (Вих. 4:27). Як Мойсей, чиї великі дари поєднувалися з його іншими здібностями, був повільним у словах (2 М. 4:10), то Аарон був, навпаки, готовим промовцем, і став представником свого брата у промовах перед єврейським народом та єгипетським фараоном, через що і був названий Богом «устами» Мойсея (Вих. 4:16) і «пророком» Мойсея (2 М. 7:1). Після їх зустрічі в пустелі два брата повернулися разом до Єгипту на ризиковану місію на яку їх покликав Ягве (2 М. 4:27-31). По-перше вони звернулись до власного народу, повторюючи давні обітниці і проголошуючи неминуче звільнення, де Аарон був промовцем. Проте серця людей, безнадійних по причині важкого кріпацтва і турботи про матеріальні речі, не схилилося до них. Аарон продовжує говорити за Мойсея, коли два брати потім переламують проблему звертаючись напряму до фараона (Вих. 6:10-13). Він також здійснив за Мойсеєвою вказівкою чуда, що уразили фараона і його чародіїв. Разом з Хуром він тримав Мойсеєві долоні, щоб желз Бога міг бути піднятим, під час битви з Амаликом (2 М. 17:10,12). Також він допомагав своєму брату Мойсею під час подорожі з Єгипту в землю Ханаанську.

## Старійшина

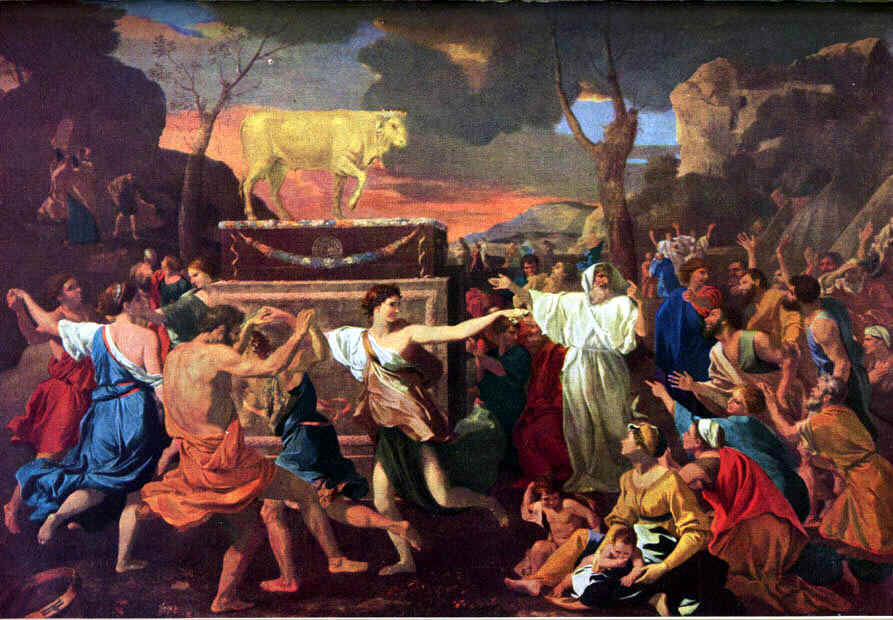
Аарон поступився народу і зробив їм золотого ідола

Аарон входить в визначне положення, коли на горі Синай він, старійшини і представники його племені наблизилися ближче до гори ніж людям взагалі було дозволено підходити, щоб побачити виявлену славу Божу (2 М. 24:1,9,10). Декілька днів згодом, коли Мойсей відвідував його служителя Єгошую (Ісус Навін) і вийшов на гору Синай для отримання від Бога закону, Аарон навчався деякого лідерства над народом у час його відсутності. Зневірившися побачити знову свого брата, що зник в тайні стосунків з невидимим Богом, вони звернулися до Аарона щоб виготовити їм осяжних богів, і вивести їх назад до Єгипту (Вихід 32). Аарон ніколи не виявляв такий міцний, героїчний характер, який мав його брат; і тут на Синаї він показав свою найслабкішу природу, поступився вимогам людей і дозволив їм виготовлення золотого тельця. Аарон наказав принести золоті сережки від жінок та дітей і, коли вони були принесені, вилив з них золотого тільця, імовірно, по образу єгипетського ідола Апіса. Задоволений народ вигукував: «ось бог твій, Ізраїль, котрий вивів тебе з землі Єгипетської» (Вих. 32:4). Побачивши це, Аарон поставив жертовник і виголосив, кажучи: «завтра свято Господу». На другий день народ приніс перед ним цілопалення («всесожжения») і став їсти та пити, а пізніше гуляти (2 М. 32:1-6). Проте видно, що Аарон зробив це неохоче, що видно від його готовності помститися за зраду взятися за зброю і кинутись на ідолопоклонників за закликом Мойсея (2 М. 32:26-28). За прояв слабкості Аарон отримав справедливий укір від Мойсея, але так як ця малодушність скоро було загладжена каяттям, то і після цього Аарон не втратив Божого благовоління.

## Первосвященик

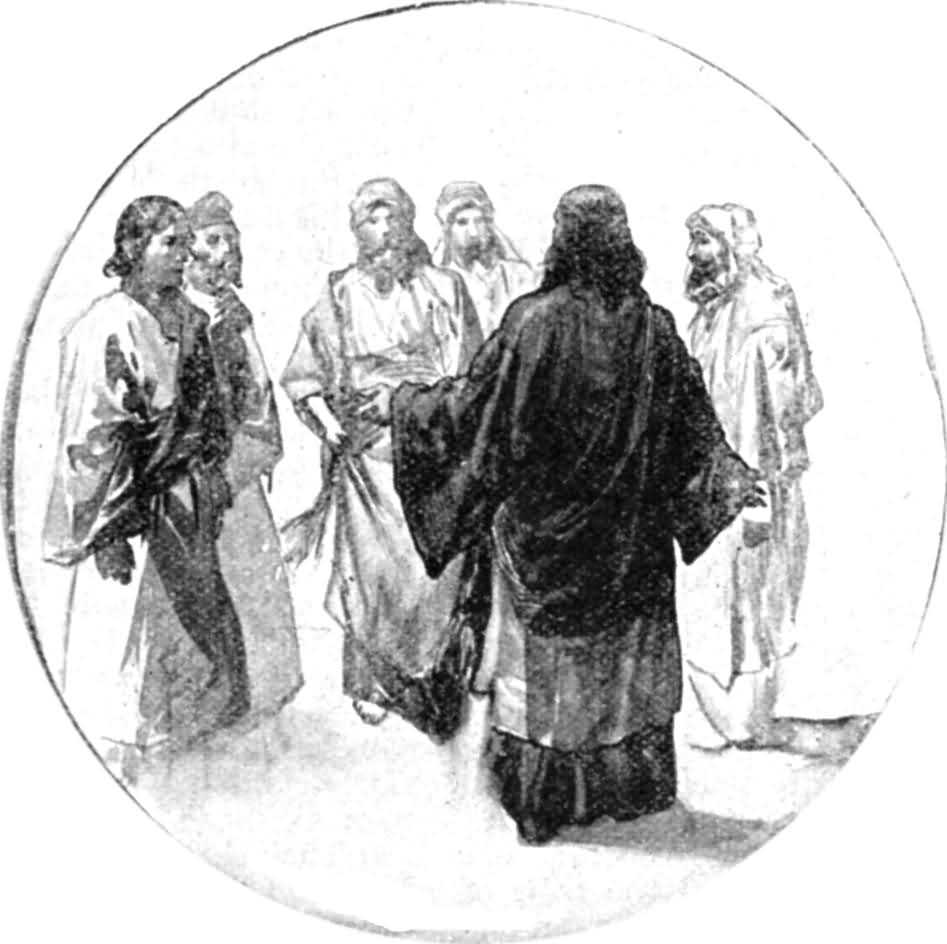
Моїсей покликає Аарона і його синів на священство

В 1491 році до н. е. у зв'язку з плануванням і зведенням Скинії (Намет), Аарон й його сини були обрані для офіційного священства; символічні шати були старанно зроблені для них (Вихід 28); після зведення і освячення скинії, він і його сини були зовнішньо введені в священний намет (Левит 8). Це проявилося тим, що Аарон один був намащений святою олією (3 М. 8:12) і з тим він був возведений в сан первосвященика з правом передавати первосвященство старшому в його роді, а його сини були разом з ним зобов'язані дбати про жертовні обряди і речі та поставлені в сан священиків або жреців (3 М. 8:1). Вони слугували в отриманні і подаванні різних приношень, і можливо входили і служили в перший палаті скинії; але тільки Аарон, як первосвященик, Посередник Старого Завіту, міг ввійти в Святе Святих, і то тільки один раз на рік, на великий День Викуплення (Левит 16:12-14). Втім, незабаром після посвячення двоє із синів Аарона, Налав і Авіуд, взяли свої кадильниці і принесли перед Господом «вогонь чужий» (тобто взятий не з вівтаря, як наказано було Господом), за що й були вбиті вогнем, посланим від Господа (3 М. 10:1-7). Книга Числа (3:4) відмічає, що це сталося, коли народ був ще в Синайській пустелі. Слідом після їх смерті Мойсей пішов до Аарона і передав йому волю Господню відносно священиків у наступних словах: «У тих, хто наближується до мене, буду освячений і перед усім народом прославлюсь» (3 М. 10:3).

## Повстання проти Мойсея

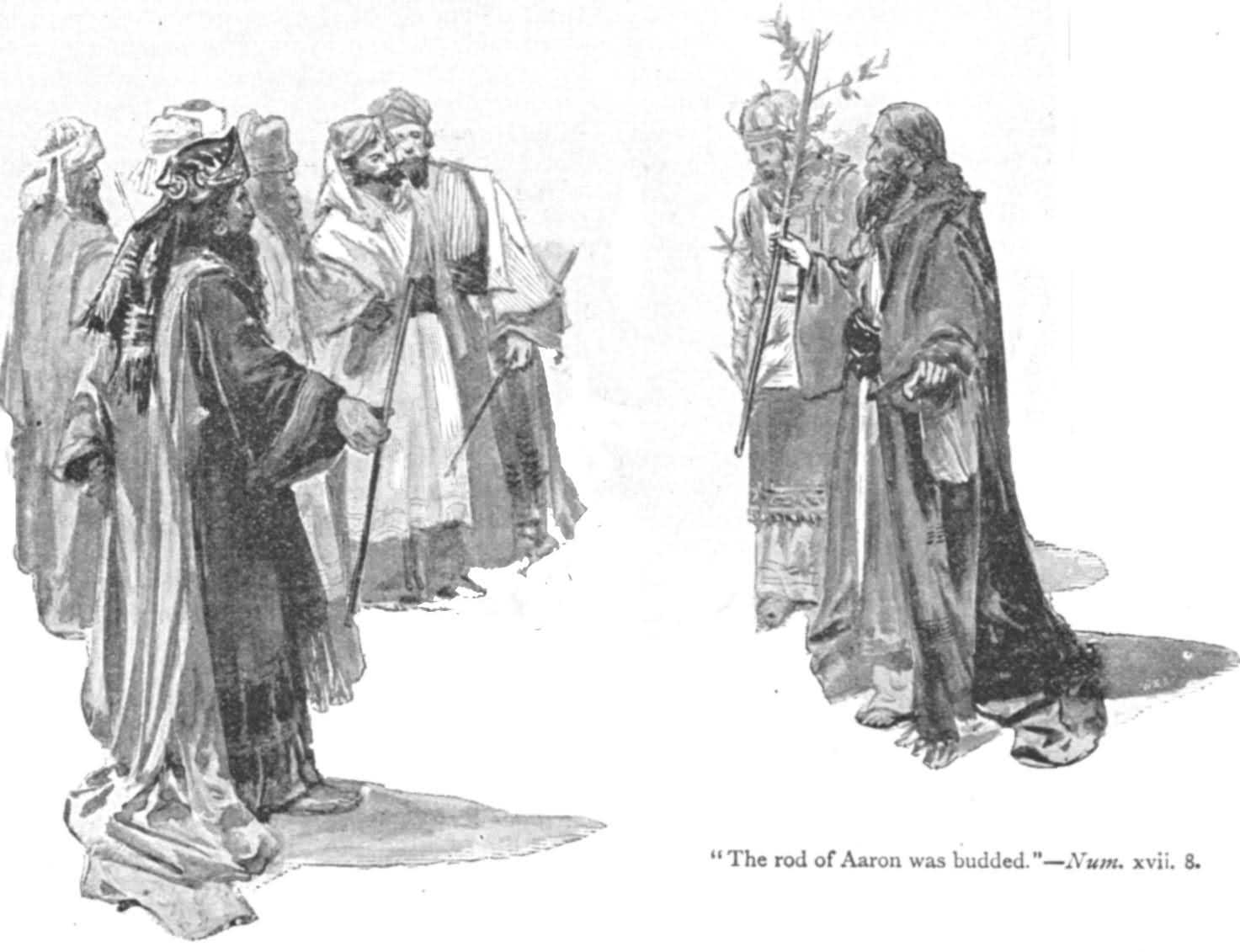
Розквітший Ааронів жезл

Після відходу Ізраїля від Синая, Аарон приєднався до його сестри Міріам в протесті проти влади Мойсея (4 М. 12:1), котрий, як вони твердили, був самовпевнений. Також Аарон оскаржував у Мойсея право пророкувати, вказуючи на шлюб Мойсея з ефіопкою. За цей бунт Міріам була уражена семиденною проказою, але одужала знову, коли за благанням Аарона, Мойсей заступився за неї перед Богом . Священна служба Аарона вимагаюча фізичну, моральну і обрядову чистоту точного порядку, здається зробила його неуразливим цією формою покарання. Аарон же, по сповіді свого гріха перед Богом, був прощений. Дещо пізніше (4 М. 16:1) він особисто, разом з Мойсеєм, який нерідко піддавався закидам і образам з боку євреїв, що легко могли обуритись на нього, став об'єктом повстання його власного племені, що оскаржували у нього право священства. Повстання піднялось під керівництвом левіта Корея, Дафана, Авірона і Авнана з 250 найвидатніших ізраїльтян з інших колін. «Годі вам! Уся громада, всі — святі, і Господь серед них. Чого ж ви пнетесь високо над Господньою громадою?» (4 М. 16:3) — говорили вони Мойсею і Аарону. Результатом обурення стало те, що заколотники були поглинені землею, а їх 250 спільників були спалені небесним вогнем. Але грізне покарання не дало уроку незадоволеним. На другий день народ знову проявив невдоволення до Мойсея і Аарона (4 М. 16:41): «ви умертвили народ Господній» — скаржився народ, і тоді вийшов гнів від Бога і почалась смерть серед народу: загинуло 14700 чоловік. Це повстання було підкорено і повноваження Мойсея і Аарона, підтвердилися через чудотворне скиненням бунтівників. Оскільки їх знищувала чума, Аарон, за Мойсеєвим наказом, взяв кадильницю, поклав у неї куріння та вогню з жертовника і кинувся посеред живих і мертвих людей з освітленим кадилом, і винищення було зупинене (4 М. 16:42-49). Всевишня воля у вибранні Аарона і його сімейства на священство була потім повністю підтвержена через чудодійне розбрунькування його жезла. Перед цим Мойсей взяв від усіх 12 колін і положив на ніч в Скинію 12 жезлів з надписом на кожному імені родоначальника коліна; зранку жезл коліна Левіїного, з іменем Аарона, розквів, пустив бруньки, дав квітку і приніс мигдалі (4 М. 17:8). Цей розквітлий жезл зберігався довгий час при Ковчезі Заповіту, як явний доказ того, що священство навіки затверджено Богом за Аароном і його синами.

## Подальша історія
Через нетерпіння або невіру, виявлену Богом в пустелі Син, з Мойсея та Аарона в Меріві (Числа 20:12) двом братам був заборонений вхід до землі Ханаан (4 М. 20:12); і невдовзі після того, як останній табір в Кадеші був покинутий, оскільки люди вирушили у путь у напрямку на схід до рівнин Моаву, Аарон помер на горі Хор. У трьох уривках записана ця подія:
- детальніший звіт в Числах 20,
- другий неістотний запис в списку стоянок блукання в пустелі (4 М. 33:38,39),
- і третій — випадкове посилання (5 М. 10:6) в адресу Моїсея.

Вони не є суперечливі, або негармонійні. Драматичне місце дії повністю представлене в Числах 20: в сороковому році після виходу з Єгипту Мойсей, Аарон і його син Елезар, на очах людей піднімаються на гору Хор (Ор); з Аарона зняті службові шати, які формально одягнуті на його старшого живого сина; Аарон помирає перед Господом на Горі у віці 123 років, в перший день п'ятого місяця, і похований його двома родичами, які потім повертаються до табору без першого і великого первосвященика; коли люди розуміють, що його більше нема, вони показують горе і любов тридцятьма днями жалоби (Чис. 20:29). Уривок у Числах 33 записує подію його смерті якраз після списку зупинок в звичайній близькості від гори Хор; у той час як Мойсей у Повторенні Закону 10 повідомляє з якої з цих зупинок, а саме з Мосера (Moserah), оця видатна похоронна процесія звершила свій шлях до Гори Хор. У записах ми знаходимо відсутність протиріччя або ускладнення. Гора Хор (Ор) до сих пір називається у арабів горою пророка Аарона (Джебель Гарун).

## Священницька спадкоємність
Аарон одружився з Елішевою (Elisheba) (Єлизавета), яка була донькою Амінадава (Amminadab), і сестрою Нахшона (Nahshon), принца племені Юди. Вона народила йому чотирьох синів: Надав, Авігу, Елеазар і Ітамар (Вихід 6:23). Блюзнірська дія (принесенню Господу «вогню чужого») і наступна смерть Надава і Авігу записана в книзі Левіт 10. Елеазар і Ітамар булі більш побожні і шанобливі; і від них походить довгий родовід священиків, що їм було доручені обрядові закони Ізраїлю; спадкоємність змінювалася від одного роду до іншого при певних переломах історії народу. По смерті Аарона священничий обов'язок був вспадкований його старшим сином Елеазаром (4 М. 20:28; 5 М. 10:6).

## Аарон після смерті
В книзі Псалмів Аарон називається «святим Господнім» (Пс. 105:16). Священики в пізніший час часто називались «Домом Аароновим» та «синами Аароновими», в честь їх великого родоначальника.
Пам'ять Аарону воздаеться в таких релігіях як: Юдаїзм (в юдейському календарі в день пам'яті його кончини існує піст), Християнство (Православ'я: Аарон почитається як святий праведний первосвященик у календарі 2 серпня (за старим стилем 20 липня), Католицизм, Греко-Католицизм), Іслам.